# Vrh nad Škrbino
Vrh nad Škrbino je 2.054 m visoka gora v Julijskih Alpah, za Tolminskim Kukom in Podrto goro tretji najvišji vrh v dolgem grebenu Spodnjih Bohinjskih gora in obenem najjužnejši slovenski dvatisočak. Vrh, imenovan po Škrbini (1910 m) severozahodno od njega, se dviga iznad obsežne planote Komne s planino Za Migovcem na severu, njegov jugovzhodni greben pada preko vmesnih vrhov Meje (1996 m), Rušnatega vrha (1915 m) in Vrha Planje (1863 m) na sedlo Globoko (1828 m), južno od vrha se nahaja plezalna stena, imenovana Škrbinska plošča. Gora se nahaja znotraj Triglavskega narodnega parka.

## Izhodišča
- Bohinj, Ukanc, Koča pri Savici (653 m),
- Tolmin, Tolminske Ravne, planina Kuk.

## Vzponi na vrh
- 2½h: od Koče na planini Razor (1315 m), čez južna pobočja,
- 3½h: od Doma na Komni (1520 m), čez Škrbino.